# Mertani
Mertani is een bestuurslaag in het regentschap Lamongan van de provincie Oost-Java, Indonesië. Mertani telt 1536 inwoners (volkstelling 2010).